# Grammy Awards 2018
La 60ª edizione dei Grammy Awards si è svolta il 28 gennaio 2018 al Madison Square Garden di New York.
La serata è stata presentata per la seconda volta da James Corden.
Le candidature sono state rese note il 28 novembre 2017. L'artista che ne ha ricevute il maggior numero è Jay-Z con 8 candidature. Bruno Mars è stato il trionfatore, con ben 6 premi vinti.

## Vincitori e candidati

### Assoluti

#### Registrazione dell'anno
- 24K Magic - Bruno Mars; Shampoo Press e Curl (produttori); Șerban Ghenea, John Hanes e Charles Moniz (ingegneri/mixers); Tom Coyne (ingegnere del mastering)
- Redbone - Childish Gambino; Donald Glover e Ludwig Göransson (produttori); Donald Glover, Ludwig Göransson, Riley Mackin e Ruben Rivera (ingegneri/mixers); Bernie Grundman (ingegnere del mastering)
- Despacito - Luis Fonsi & Daddy Yankee feat. Justin Bieber; Josh Gudwin, Mauricio Rengifo e Andrés Torres (produttori); Josh Gudwin, Jaycen Joshua, Chris ‘TEK’ O’Ryan, Mauricio Rengifo, Juan G Rivera "Gaby Music", Luis “Salda” Saldarriaga e Andrés Torres (ingegneri/mixers); Dave Kutch (ingegnere del mastering)
- The Story Of O.J. - Jay-Z; Jay-Z e No I.D. (produttori); Jimmy Douglass e Gimel "Young Guru" Keaton (ingegneri/mixers); Dave Kutch (ingegnere del mastering)
- Humble - Kendrick Lamar; Asheton Hogan e Mike Will Made It (produttori); Derek "MixedByAli" Ali, James Hunt e Matt Schaeffer (ingegneri/mixers); Mike Bozzi (ingegnere del mastering)

#### Canzone dell'anno
- That's What I Like - Bruno Mars; scritta da Christopher Brody Brown, James Fauntleroy, Philip Lawrence, Bruno Mars, Ray Charles McCullough II, Jeremy Reeves, Ray Romulus, Jonathan Yip
- Despacito - Luis Fonsi, Daddy Yankee feat. Justin Bieber; scritta da Ramón Ayala Rodríguez, Justin Bieber, Jason Boyd, Erika Ender, Luis Fonsi e Marty James Garton Jr
- 4:44 - Jay-Z; scritta da Shawn Carter & Dion Wilson
- Issues - Julia Michaels; scritta da Benny Blanco, Mikkel Storleer Eriksen, Tor Erik Hermansen, Julia Michaels e Justin Drew Tranter
- 1-800-273-8255 - Logic feat. Alessia Cara e Khalid; scritta da Alessia Caracciolo, Sir Robert Bryson Hall II, Arjun Ivatury, Khalid Robinson ed Andrew Taggart

#### Album dell'anno
- 24K Magic - Bruno Mars
- "Awaken, My Love!" - Childish Gambino
- 4:44 - Jay-Z
- Damn - Kendrick Lamar
- Melodrama - Lorde

#### Miglior artista esordiente
- Alessia Cara
- Khalid
- Lil Uzi Vert
- Julia Michaels
- SZA

### Pop

#### Miglior interpretazione pop solista
- Ed Sheeran - Shape of You
- Kelly Clarkson - Love So Soft
- Kesha - Praying
- Lady Gaga - Million Reasons
- Pink - What About Us

#### Miglior interpretazione pop di un duo o un gruppo
- Portugal. The Man - Feel It Still
- The Chainsmokers & Coldplay - Something Just like This
- Luis Fonsi feat. Daddy Yankee & Justin Bieber - Despacito
- Imagine Dragons - Thunder
- Zedd & Alessia Cara - Stay

#### Miglior album pop vocale
- ÷ - Ed Sheeran
- Kaleidoscope EP - Coldplay
- Lust for Life - Lana Del Rey
- Evolve - Imagine Dragons
- Rainbow - Kesha
- Joanne - Lady Gaga

#### Miglior album pop tradizionale
- Tony Bennett Celebrates 90 - Tony Bennett
- Nobody but Me - Michael Bublé
- Triplicate - Bob Dylan
- In Full Swing - Seth MacFarlane
- Wonderland - Sarah McLachlan

### Dance/Elettronica

#### Migliore registrazione dance
- Tonite - LCD Soundsystem
- Bambro Koyo Ganda - Bonobo feat. Innov Gnawa
- Cola - CamelPhat & Elderbrook
- Andromeda - Gorillaz feat. DRAM
- Line of Sight - Odesza feat. WYNNE & Mansionair

#### Miglior album dance/elettronico
- 3-D The Catalogue - Kraftwerk
- Migration - Bonobo
- Mura Masa - Mura Masa
- A Moment Apart - Odesza
- What Now - Sylvan Esso

### Musica contemporanea strumentale

#### Miglior album musica contemporanea strumentale
- Jeff Lorber Fusion - Prototype
- The Jerry Douglas Band - What If
- Alex Han - Spirit
- Julian Lage & Chris Eldridge - Mount Royal
- Antonio Sánchez - Bad Hombre

### Reggae

#### Miglior album reggae
- Stony Hill - Damian Marley
- Chronology - Chronixx
- Lost In Paradise - Common Kings
- Wash House Ting - J Boog
- Avrakedabra - Morgan Heritage

### Rock

#### Miglior interpretazione rock
- Leonard Cohen – You Want It Darker
- Chris Cornell – The Promise
- Foo Fighters – Run
- Kaleo – No Good
- Nothing More – Go to War

#### Miglior interpretazione metal
- Mastodon - Sultan's Curse
- August Burns Red – Invisible Enemy
- Body Count – Black Hoodie
- Code Orange – Forever
- Meshuggah – Clockworks

#### Miglior canzone rock
- Run - Foo Fighters; scritta da Foo Fighters
- Atlas, Rise! - Metallica; scritta da James Hetfield e Lars Ulrich
- Blood In the Cut - K.Flay; scritta da K.Flay e Justin Daly
- Go to War - Nothing More; scritta da Nothing More
- The Stage - Avenged Sevenfold; scritta da Avenged Sevenfold

#### Miglior album rock
- A Deeper Understanding - The War on Drugs
- Emperor of Sand - Mastodon
- Hardwired... to Self-Destruct - Metallica
- The Stories We Tell Ourselves - Nothing More
- Villains - Queens of the Stone Age

### Alternative

#### Miglior album di musica alternativa
- Sleep Well Beast - The National
- Everything Now - Arcade Fire
- Humanz - Gorillaz
- American Dream - LCD Soundsystem
- Pure Comedy - Father John Misty

### R&B

#### Miglior canzone R&B
- That's What I Like - Bruno Mars; scritta da Christopher Brody Brown, James Fauntleroy, Philip Lawrence, Bruno Mars, Ray Charles McCullough II, Jeremy Reeves, Ray Romulus e Jonathan Yip
- First Began - PJ Morton; scritta da PJ Morton
- Location - Khalid; scritta da Alfredo Gonzalez, Olatunji Ige, Samuel David Jiminez, Christopher McClenney, Khalid e Joshua Scruggs
- Redbone - Childish Gambino; scritta da Childish Gambino e Ludwig Göransson
- Supermodel - SZA; scritta da Tyran Donaldson, Terrence Henderson, Greg Landfair Jr., SZA e Pharrell Williams

#### Miglior album R&B
- 24K Magic - Bruno Mars
- Freudian - Daniel Caesar
- Let Love Rule - Ledisi
- Gumbo - PJ Morton
- Feel the Real - Musiq Soulchild

#### Miglior interpretazione R&B
- Bruno Mars – That's What I Like
- Daniel Caesar feat. Kali Uchis – Get You
- Kehlani – Distraction
- Ledisi – High
- SZA – The Weekend

### Rap

#### Miglior interpretazione rap
- Kendrick Lamar - Humble
- Big Sean - Bounce Back
- Cardi B - Bodak Yellow
- Jay-Z - 4:44
- Migos feat. Lil Uzi Vert - Bad and Boujee

#### Miglior collaborazione con un artista rap
- Kendrick Lamar e Rihanna – Loyalty
- 6lack – Prblms
- GoldLink feat. Brent Faiyaz e Shy Glizzy – Crew
- Jay-Z feat. Beyoncé – Family Feud
- SZA feat. Travis Scott – Love Galore

#### Miglior canzone rap
- Humble - Kendrick Lamar; scritta da Kendrick Lamar, Pluss e Mike Will Made It
- Bodak Yellow -  Cardi B; scritta da Kodak Black, Klenord Raphael, Shaftizm, Pardison Fontaine, Cardi B e J White
- Chase Me -  Danger Mouse feat. Run the Jewels, Big Boi; scritta da Judah Bauer, Danger Mouse, Héctor el Father, El-P, Big Boi, Killer Mike, Russell Simins e Jon Spencer
- Sassy -  Rapsody; scritta da E. Gabouer & Rapsody
- The Story of O.J. - Jay-Z; scritta da Jay-Z & No I.D.

#### Miglior album rap
- DAMN - Kendrick Lamar
- 4:44 - Jay-Z
- Culture - Migos
- Laila's Wisdom - Rapsody
- Flower Boy - Tyler, the Creator

### Latina

#### Miglior album pop latino
- Shakira - El Dorado
- Alex Cuba - Lo Único Constante
- Juanes - Mis Planes Son Amarte
- La Santa Cecilia - Amar y Vivir
- Natalia Lafourcade - Musas

### New Age

#### Migliore album new age
- Dancing on Water - Peter Kater
- Sacred Journey of Ku-Kai Vol. 5 - Kitarō
- Spiral Revelation - Steve Roach
- Reflection - Brian Eno
- SongVersation: Medicine - India.Arie

### Musica americana

#### Miglior American Roots Performance
- "Killer Diller Blues" – Alabama Shakes
- "Let My Mother Live" – Blind Boys of Alabama
- "Arkansas Farmboy" – Glen Campbell
- "Steer Your Way" – Leonard Cohen
- "I Never Cared for You" – Alison Krauss

#### Miglior American Roots Song
- If We Were Vampires - Jason Isbell, songwriter (Jason Isbell and the 400 Unit)
- Cumberland Gap - David Rawlings & Gillian Welch, songwriters (David Rawlings)
- I Wish You Well - Raul Malo & Alan Miller, songwriters (The Mavericks)
- It Ain't Over Yet - Rodney Crowell, songwriter (Rodney Crowell featuring Rosanne Cash & John Paul White)
- My Only True Friend - Gregg Allman & Scott Sharrard, songwriters (Gregg Allman)

#### Miglior Americana Album
- The Nashville Sound – Jason Isbell and the 400 Unit
- Southern Blood – Gregg Allman
- Shine on Rainy Day – Brent Cobb
- Beast Epic – Iron & Wine
- Brand New Day – The Mavericks

#### Miglior Bluegrass Album
- Laws of Gravity – Infamous Stringdusters
- All the Rage: In Concert Volume One [Live] – Rhonda Vincent and the Rage
- Fiddler's Dream – Michael Cleveland
- Original – Bobby Osborne
- Universal Favorite – Noam Pikelny

#### Miglior Traditional Blues Album
- Blue & Lonesome – The Rolling Stones
- Migration Blues – Eric Bibb
- Elvin Bishop's Big Fun Trio – Elvin Bishop's Big Fun Trio
- Roll and Tumble – R.L. Boyce
- Sonny & Brownie's Last Train – Guy Davis & Fabrizio Poggi

#### Miglior album  Contemporary Blues
- TajMo – Taj Mahal & Keb' Mo'
- Robert Cray & Hi Rhythm – Robert Cray & Hi Rhythm
- Recorded Live in Lafayette – Sonny Landreth
- Got Soul – Robert Randolph and the Family Band
- Live from the Fox Oakland – Tedeschi Trucks Band

#### Miglior album Folk
- Mental Illness – Aimee Mann
- Semper Femina – Laura Marling
- The Queen of Hearts – Offa Rex (Olivia Chaney + The Decemberists)
- You Don't Own Me Anymore – The Secret Sisters
- The Laughing Apple – Yusuf / Cat Stevens

#### Miglior album Regional Roots Music
- Kalenda – The Lost Bayou Ramblers
- Top of the Mountain – Dwayne Dopsie and the Zydeco Hellraisers
- Ho'okena 3.0 – Ho'okena
- Miyo Kekisepa, Make a Stand [Live] – Northern Cree
- Pua Kiele – Josh Tatofi

### Produzione

#### Produttore dell'anno, non classico
- Greg Kurstin
- Calvin Harris
- No I.D.
- Blake Mills
- The Stereotypes

#### Miglior composizione remixata, non classica
- You Move (Latroit Remix) - Dennis White
- Can't Let You Go (Louie Vega Roots Mix) - Louie Vega
- Funk O'De Funk (Smle Remix) - Smle
- Undercover (Adventure Club Remix) - Leighton James e Christian Srigley
- A Violent Noise (Four Tet Remix) - Four Tet

### Videoclip/Film

#### Miglior videoclip
- Humble - Kendrick Lamar; The Little Homies & Dave Meyers (registi); Jason Baum, Dave Free, Jamie Rabineau, Nathan K. Scherrer & Anthony Tiffith (produttori)
- Up All Night - Beck
- Makeba - Jain
- The Story of O.J. - Jay Z
- 1-800-273-8255 - Logic ft. Alessia Cara e Khalid